# 石狩市立石狩中学校
石狩市立石狩中学校（いしかりしりついしかりちゅうがっこう）は、北海道石狩市志美に所在する公立中学校。

## 沿革
1980年4月に旧石狩中学校、高岡中学校、生振中学校の3校が統合され、「石狩町立石狩中学校」（生徒257名、7学級）が開校した。
年表
- 1980年（昭和55年）- 石狩町立石狩中学校が開校、校章制定、スクールバス運行開始、体育館完成[1]。
- 1985年（昭和60年）- プレハブ校舎増築工事完成[1]。
- 1987年（昭和62年）- 通学区域の変更[注 2]、道共同募金会より生徒会募金活動の表彰[1]。
- 1996年（平成8年）- 市制施行により石狩市立石狩中学校に改称[1]。
- 1997年（平成9年）- 校舎増築工事完成[1]。
- 2003年（平成15年）- 風力発電設置[1]。
- 2006年（平成18年）- 風力発電撤去[1]。
- 2010年（平成22年）- 特別支援学級（自閉・情緒）開設[1]。
- 2022年（令和4年）- コカ・コーラ環境教育賞優秀賞、石狩管内教育実践奨励表彰[1]。

## 教育目標
- 人間として美しいものを美しいと感じずることができるような人を育てるために[2]

## 生徒会
事務局
- 生徒会役員（会長、副会長、書記長、各委員長）

委員会
- 代表委員会
- 保美委員会
- 学芸委員会
- 図書委員会
- 放送委員会

## 部活動
体育系
- 男子バスケットボール部
- 男子バドミントン部
- 女子バドミントン部

文科系
- 文化部

## 通学区域
通学区域は以下の通り。
- 新港東3丁目
- 親船東1条1丁目 - 2丁目
- 親船東2条1丁目 - 2丁目
- 親船東3条1丁目 - 2丁目
- 八幡1丁目 - 5丁目
- 緑ケ原1丁目 - 2丁目
- 親船町
- 船場町
- 本町
- 横町
- 仲町
- 新町
- 弁天町
- 浜町
- 志美
- 若生町
- 若生
- 北生振
- 美登位
- 八幡町
- 虹が原
- 生振

## 出身小学校
- 石狩市立石狩八幡小学校
- 石狩市立生振小学校

## 交通アクセス
- 北海道中央バス 石狩線「石狩中学校」停留所下車、徒歩1分[5]。